# Circuito de Crystal Palace
El Circuito de Crystal Palace es un antiguo circuito de carreras de motor ubicado en Parque Crystal Palace en Crystal Palace, área del sur de Londres, Inglaterra. La ruta de la pista aún existe en gran parte, pero los caminos ahora se utilizan principalmente para acceder al Centro Nacional de Deportes Crystal Palace ubicado en el interior del parque y para la realización de eventos en los sectores superiores del Parque Crystal Palace. Algunas partes de la pista están cerradas, pero un sector se usaba ocasionalmente para eventos sprint.

## Historia
El circuito se inauguró en 1927 y la primera carrera, para motocicletas, fue el 21 de mayo de 1927. El circuito era de 1.6 km de largo y discurría por caminos existentes a través del parque, incluido un circuito interior que pasaba por el lago. La superficie tenía curvas cubiertas de asfalto, pero las rectas solo tenían grava compactada.
Las mejoras que comenzaron en diciembre de 1936 aumentaron el circuito a 3.219 km y el asfalto cubrió toda su longitud. 20 autos participaron en el primer Gran Premio de Londres el 17 de julio de 1937, una carrera finalmente ganada por el Príncipe Bira en su ERA R2B Romulus a una velocidad promedio de 87.48 km/h. Más tarde ese año, durante la International Imperial Trophy reunión también ganada por Bira, la BBC transmitió la primera carrera televisada de autos.
Con el estallido de la Segunda Guerra Mundial, el parque pasó a manos del Ministerio de Defensa, y no sería hasta 1953 que se podrían volver a celebrar encuentros de carreras. El circuito se había reducido en longitud a 2,237 km, debido a que el Comité de Competencia del Royal Automobile Club dictaminó que el sinuoso recorrido interior era demasiado estrecho, por lo que se decidió eliminar esa parte del trazado, sin pasar por el sector del lago, quedando su forma final semejante a un óvalo. Finalmente, la presión de los residentes locales llevó a una orden judicial que redujo los eventos de deportes de motor en el parque a solo cinco días por año. Se llevaron a cabo una variedad de carreras, incluidos autos deportivos, Fórmula Tres, el London Trophy para la Fórmula Dos y carreras no puntuables de Fórmula 1.
Las velocidades promedio continuaron aumentando a lo largo de los años, alcanzando un promedio de vuelta de 160 km/hr establecido en 1970 por el campeón mundial de Fórmula 1 de ese año, Jochen Rindt. También en 1970, expiró la orden judicial que limitaba los días de carrera y las carreras aumentaron a 14 días al año. Sin embargo, la seguridad de los conductores comenzó a ser un tema central a principios de los años setenta y quedó claro que correr alrededor de un parque a 160 km/hr no era seguro. Se llevaron a cabo costosas mejoras, pero no fueron suficientes para salvar el circuito. La última carrera internacional fue en mayo de 1972, el récord de vuelta fue para Mike Hailwood a una velocidad promedio de 166.39 km/h y la victoria fue para Jody Scheckter
La carrera final se llevó a cabo el 23 de septiembre de 1972, pero los eventos del club continuaron hasta el cierre final del circuito en 1974.